# USCGC Staten Island (WAGB-278)
USCGC Staten Island (WAGB-278) je bil ameriški ledolomilec. 
Zgradili so ga Američani, a je pozneje dolgo pripadal Sovjetski zvezi, dokler se ni leta 1951 vrnil k Američanom.